# فرنسيس هاينز
فرنسيس هاينز (بالإنجليزية: Fanny Hines)‏ هي ممرضة أسترالية، ولدت في 1864 في Apsley, Victoria ‏ في أستراليا، وتوفيت في 7 أغسطس 1900 في بولاوايو في زيمبابوي بسبب ذات الرئة.